# Sherwood Shores (Texas)
Sherwood Shores es un lugar designado por el censo ubicado en el condado de Grayson en el estado estadounidense de Texas. En el Censo de 2010 tenía una población de 1190 habitantes y una densidad poblacional de 113,7 personas por km².

## Geografía
Sherwood Shores se encuentra ubicado en las coordenadas 33°50′52″N 96°48′54″O / 33.84778, -96.81500. Según la Oficina del Censo de los Estados Unidos, Sherwood Shores tiene una superficie total de 10.47 km², de la cual 7.38 km² corresponden a tierra firme y (29.5%) 3.09 km² es agua.

## Demografía
Según el censo de 2010, había 1190 personas residiendo en Sherwood Shores. La densidad de población era de 113,7 hab./km². De los 1190 habitantes, Sherwood Shores estaba compuesto por el 92.86% blancos, el 0.76% eran afroamericanos, el 2.52% eran amerindios, el 0% eran asiáticos, el 0% eran isleños del Pacífico, el 1.6% eran de otras razas y el 2.27% pertenecían a dos o más razas. Del total de la población el 3.28% eran hispanos o latinos de cualquier raza.